# The Babe – Ein amerikanischer Traum
The Babe – Ein amerikanischer Traum (Originaltitel: The Babe) ist eine US-amerikanische Filmbiografie aus dem Jahr 1992 über den Baseballspieler Babe Ruth, dargestellt durch John Goodman. Die Regie führte Arthur Hiller, das Drehbuch schrieb John Fusco.

## Handlung
Der Film erzählt das Leben des als Babe bekannten Baseballspielers Babe Ruth. Ruth wächst in einem Heim auf, wo sein Sporttalent entdeckt wird. Er wird zum bekannten und gut bezahlten Spieler; zeitweise verdient er mehr als der Präsident der Vereinigten Staaten.
Ruth trinkt zu viel Alkohol und wird gewalttätig, was seine Ehe mit Helen Woodford belastet. Er geht eine Affäre mit Clare Hodgson ein, will jedoch keine Scheidung beantragen. Daraufhin ermuntert ihn Clare, die bestehende Ehe zu reparieren. Ruth adoptiert ein kleines Baby, was seine Frau glücklich macht. Einige Zeit später verlässt sie ihn trotzdem und beantragt die Scheidung.
Ruth heiratet Clare Hodgson. Nachdem er wegen seines Verhaltens mehrmals mit Spielsperren bestraft wird, rastet er während eines Spiels erneut aus. Daraufhin hört er mit dem Trinken auf. Er stellt einen neuen Rekord der Anzahl der Home Runs in einem Jahr auf.
Helen, die inzwischen mit einem anderen Mann lebt, stirbt, als ihr Haus abbrennt.
Ruth will Manager seiner Mannschaft werden, was deren Besitzer ablehnt. Ruth schwört, er sei vernünftig geworden und müsse an seine Zukunft denken. Ihm wird das Managen einer zweitklassigen Mannschaft angeboten, was er ablehnt. Nachdem er niedergeschlagen das Arbeitszimmer des Teambesitzers verlässt, geht die auf ihren Mann wartende Clare hinein. Sie erinnert den Besitzer an die Verdienste Ruths um den Sport und sagt, dass der Besitzer sich schämen sollte.
Ruth geht zu einem anderen Team, wo er als Spieler und stellvertretender Manager eingestellt wird. Er streitet mit dem verantwortlichen Manager über die Taktik und will sich sofort bei den Besitzern der Mannschaft beschweren. Zufällig hört er, wie sie über ihn reden und ihn als eine Figur bezeichnen, die weder als Sportler noch als Manager eine Berechtigung hat. Ruths bekannter Name solle Zuschauer ins Stadion bringen. Ruth geht ins Stadion zurück und schafft erneut einige Home Runs. Die Zuschauer stehen auf und jubeln ihm zu.
Vom Abspann erfährt man, dass Ruth einige Jahre später an Krebs stirbt. Er übernahm niemals die Funktion eines Managers.

## Kritiken
Roger Ebert schrieb in der Chicago Sun-Times vom 17. April 1992, der Film sei ein schlechter Film mit einem „oberflächlichen“ („superficially“) Drehbuch. Er zeige wenig Sinn für die Zeit und die Orte.
Das Lexikon des internationalen Films schrieb, die Filmbiografie sei „dramatisch akzentuiert“. Die „großartige Darstellung“, die „sensible“ Regie und die „sorgfältige Rekonstruktion des Zeitkolorits der 20er und 30er Jahre“ wurden gelobt.

## Auszeichnungen
Andy Voils wurde im Jahr 1993 für den Young Artist Award nominiert.

## Hintergründe
Die Dreharbeiten fanden in Illinois (darunter in Chicago) und in Kalifornien statt. Der Film spielte in den Kinos der USA ca. 17,5 Millionen US-Dollar ein.